# Andreas Tölzer

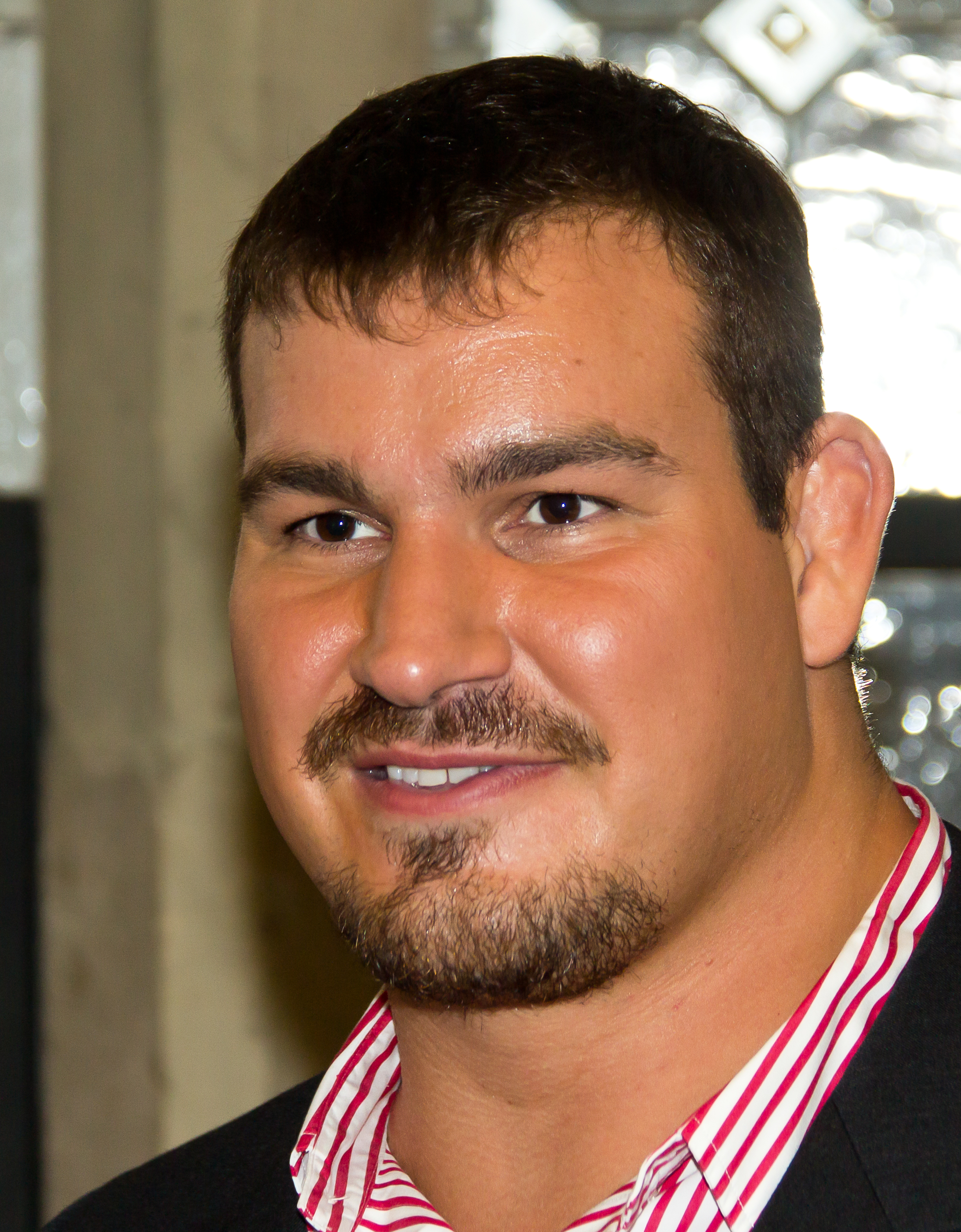
Andreas Tölzer, 2012

Andreas Tölzer (* 27. Januar 1980 in Bonn) ist ein deutscher Judoka, der in der Gewichtsklasse ab 100 kg kämpfte. Bei einer Körpergröße von 1,93 m beträgt sein Gewicht 145 kg. Nach ihm ist eine der Techniken im Bodenrandori benannt, der Tölzer-Umdreher.
Andreas Tölzer startete seine Judo-Laufbahn für den JC Swisttal unter Trainer Klaus Kirste. Seit 1997 ist er als Einzelkämpfer für den 1. JC Mönchengladbach aktiv. Seine Mannschaftsstarts erfolgten zunächst für Bayer 04 Leverkusen und später für die SU Annen, bevor er zu seinem heutigen Verein TSV Abensberg wechselte. Der „Bulle von Gladbach“ gewann bei den Olympischen Spielen 2012 die Bronzemedaille in seiner Gewichtsklasse.
Bundespräsident Gauck verlieh ihm und allen anderen deutschen Medaillengewinnerinnen und -gewinnern der Olympischen und Paralympischen Spiele 2012 am 7. November 2012 das Silberne Lorbeerblatt in Anerkennung der herausragenden sportlichen Leistung.
Seine internationale Karriere beendete Andreas Tölzer nach den Judo-Weltmeisterschaften 2013, wo er die Bronzemedaille gewann. Danach arbeitete er als stellvertretender Leiter der Sportfördergruppe der Bundeswehr in Köln, dann als Landestrainer für die Männer für den Nordrhein-Westfälischen Judo-Verband (NWJV). Von 2022 bis 2024 war er Bundestrainer der Männer U21.

## Sportliche Erfolge
Seine größten sportlichen Erfolge waren bisher:
- 1998: 1. Platz Deutsche Meisterschaften U20 in Maintal
- 1998: 1. Platz Europäische Juniorenmeisterschaften in Bukarest
- 1999: 1. Platz Deutsche Meisterschaften U20 in Hanau
- 1999: 2. Platz Europäische Juniorenmeisterschaften in Rom
- 2001: 1. Platz German Open in Bonn
- 2003: 3. Platz Europameisterschaften in Düsseldorf
- 2004: 1. Platz German Open in Braunschweig
- 2004: 7. Platz Olympische Spiele 2004 in Athen
- 2006: 1. Platz Europameisterschaften in Tampere
- 2006: 1. Platz Deutsche Meisterschaften in Esslingen
- 2007: 3. Platz Europameisterschaften in Belgrad
- 2008: 9. Platz Olympische Spiele 2008 in Peking
- 2008: 1. Platz Deutsche Meisterschaften in Bayreuth
- 2008: 1. Platz World Cup Madrid
- 2009: 1. Platz Deutsche Meisterschaften in Bayreuth
- 2009: 2. Platz Grand Slam Moskau
- 2010: 3. Platz Europameisterschaften in Wien
- 2010: 2. Platz Weltmeisterschaften in Tokio
- 2010: 1. Platz Judo Grand-Prix Abu Dhabi
- 2010: 2. Platz Grand Slam Rio de Janeiro
- 2011: 1. Platz Judo Grand-Prix Düsseldorf
- 2011: 2. Platz Weltmeisterschaften in Paris
- 2011: 1. Platz Judo Grand-Prix Amsterdam
- 2012: 1. Platz Judo Grand-Prix Düsseldorf
- 2012: 3. Platz Olympische Spiele 2012 in London
- 2013: 3. Platz Weltmeisterschaften in Rio de Janeiro[6]